# Ca l'Ubach
|  | Pel que fa a l'antiga masia del centre de Terrassa, vegeu Cal Conco i Ca l'Ubach. |

Ca l'Ubach és un edifici de Montcada i Reixac (Vallès Occidental) que forma part de l'Inventari del Patrimoni Arquitectònic de Catalunya.

## Descripció
És un edifici, inicialment casa d'estiueig, que es troba distribuït en planta baixa, pis i golfes.
La planta baixa presenta dues obertures corresponents a les botigues i una petita entrada rectangular que dona accés als pisos. Sembla que la planta baixa va patir modificacions des de la seva estructura inicial, ja que, segons una fotografia d'època, tenia una entrada rectangular al mig flanquejada per sengles finestres als costats.
El pis encara conserva l'antiga fisonomia amb balcó de llosana seguida, ocupant gairebé tota la façana, al qual s'accedeix per dues finestres rectangulars, havent-hi al mig una tercera sense sortida. Els tres elements tenen un emmarcament de línies sinuoses que podrien recordar els típics emmarcats de fusteria que envoltaven els miralls, les portes, etc. A més de l'emmarcat té uns esgrafiats decoratius, amb dibuixos estilitzats. La barana del balcó és de brèndoles llises en la seva part superior i forjades en forma d'essa, encarades a la part inferior. Al bell mig hi ha un dibuix semicircular amb elements radials al voltant.
Després d'una motllura disposada per a desviar l'aigua i diferenciar registres, comença una galeria, tancada per finestres, de sis obertures que es troben compartimentades per sengles columnes de maó vist disposats de manera ornamental que els confereix un ritme salomònic helicoidal molt utilitzat en l'època que ens ocupa. Aquesta galeria té una barana de pedra seguint la distribució de les sis obertures i decorada amb un element semicircular i radial.
Tota la façana es troba pràcticament protegida per la pronunciada volada que es projecta des del nivell de terrat on també hi havia una barana de característiques semblants a les ja descrites i de la qual només se'n conserva una part. A partir del pis, hi ha un tractament d'arrebossat per després aplicar-hi un treball de carreuat amb la cara picada, és a dir, sense desbastar.

## Història
Fou la casa d'estiueig dels Ubach, una de les famílies de cognom reconegut pel seu prestigi com a literats i historiadors de Catalunya. Concretament, un fill de la casa, Albert Ubach, preocupat pels esdeveniments del poble, va tenir cura de recollir tota mena de fets i circumstàncies referides a la Montcada de l'època, "Arxiu Ubach".